# 136 (numero)
Centotrentasei (136) è il numero naturale dopo il 135 e prima del 137.

## Proprietà matematiche
- È un numero pari.
- È un numero composto con i seguenti divisori: 1, 2, 4, 8, 17, 34, 68, 136. Poiché la somma dei suoi divisori (escluso il numero stesso) è 134 < 136, è un numero difettivo.
- È un numero 24-gonale.
- È un numero triangolare, la somma dei numeri naturali da 1 a 16.
- È un numero ennagonale centrato.
- È un numero rifattorizzabile, essendo divisibile per il numero dei suoi divisori.
- È parte delle terne pitagoriche (102, 136, 170), (136, 255, 289), (136, 273, 305), (136, 570, 586), (136, 1152, 1160), (136, 2310, 2314), (136, 4623, 4625).
- È un numero palindromo nel sistema di numerazione posizionale a base 9 (161) e nel sistema numerico esadecimale (88). In quest'ultima base è altresì un numero a cifra ripetuta.
- È un numero congruente.

## Astronomia
- 136P/Mueller è una cometa periodica del sistema solare.
- 136 Austria è un asteroide della fascia principale del sistema solare.

## Astronautica
- Cosmos 136 è un satellite artificiale russo.